# КК Зрињевац
КК Зрињевац je хрватски кошаркашки клуб из Загреба.

## Историја
Привредник и саборски заступник Иван Араповић основао је 1937. године "Мартиновку", први загребачки кошаркашки клуб, чије традиције данас наставља Зрињевац. Клуб је у својој историји наступао под разним именима, као што су: Мартиновка, Елемент, Јединство, Монтер, Монтажно, Југомонтажа, Трешњевка, Индустромонтажа, Монтинг, Монтмонтажа и Инустромонтажа.  
1946. су добили име Јединство. 
Клуб је играо у другом првенству социјалистичке Југославије 1947. године на завршном турниру у Загребу. По оствареном резултату били је други по успешности хрватски клуб, иза Задра. Нису победили ни у једној утакмици те су били задњи, пети.
На трећем првенству социјалистичке Југославије 1948. године на завршном турниру у Београду били су најбољи хрватски клуб, на трећем месту. Осим њих, од хрватских клубова такмичила се загребачка Младост (5. место).
На 4. првенству социјалистичке Југославије 1949. године били су други по успешности хрватски клуб, заузевши на крају 4. место. Осим њих, од хрватских клубова такмичила се загребачка Младост која је била успешнија (3. место) те загребачка Локомотива која је била 9. на љествици.
На 5. првенству социјалистичке Југославије 1950. године били су трећи по успешности хрватски клуб, заузевши на крају 8. место. Осим њих, од хрватских клубова такмичио се загребачки Металац који је био успешнији (5. место) те КК Задар (7. место).
На 6. првенству социјалистичке Југославије 1951. године били су трећи по успешности хрватски клуб, заузевши на крају 9. место. Осим њих, од хрватских клубова били су загребачка Младост (3. место), КК Задар (4. место), Локомотива из Загреба (11. место).
Године 1952. клуб је променио име у Монтер. Под тим је именом наступао годину дана, након чега је променио име у Монтажно. Под именом Монтажног играли су од 1953. до 1957. године, кад су преузели име Југомонтажа. Име Југомонтаже носили су до 1964. године. Тад су преузели име по загребачкој градској четврти Трешњевци, по којој су се звали до 1970. године. Нови покровитељ Индустромонтажа им је дао име које су носили до 1978. године. У том су периоду су играла двојица познатих хрватских кошаркаша који су после прешли у Цибону, Зоран Чутура и Миховил Накић. Године 1978. клуб је добио име Монтинг које је носио наредну деценију. 
Године 1988. је променио име те се звао Монтмонтажа. У тој се историји, крајем 80-тих, клуб успињао према првој лиги. Након две године, 1990. поново их узима Индустромонтажа под своје. Њено име носе до 1992, након чега носе име Зрињевац. У периоду од само шест година клуб се од нижелигаша претворио у врхунски организован клуб, препознатљив по организацији и властитој школи кошарке. Врхунац у историји клуба долази у сезони 1994/95. када се одиграло финале Купа Хрватске и Првенства Хрватске те следећа 1995/96. када су играли квалификације за улазак у Евролигу, најцењеније европско клупско такмичење против шпанске Уникахе. 
Кроз најбољу сезону у историји Зрињевац је водила одлична почетна петорка у саставу : Ивица Марић, Здравко Радуловић, Дамир Тврдић, Синиша Келечевић и Емилио Ковачић, а тренер је био Владо Вањак.

## Успеси
- Прва лига Хрватске:
  - Вицешампион (1): 1995.

- Куп Крешимира Ћосића:
  - Финалист (1):  1995.

## Спонзорска имена
- КС Мартиновка (1937–1945)
- Елемент (1945–1946)
- Јединство (1946–1952)
- Монтер (1952–1953)
- Монтажно (1953–1957)
- Југомонтажа (1957–1964)
- Трешњевка (1964–1970)
- Индустромонтажа (1970–1978)
- Монтинг (1978–1988)
- Монтмонтажа (1988–1990)
- Индустромонтажа (1990–1992)
- Зрињевац (1992–данас)

## Познатији играчи
- Миховил Накић
- Зоран Чутура
- Данко Цвјетичанин
- Фрањо Араповић
- Здравко Радуловић
- Марио Касун
- Дарио Шарић